# Kamayurás
 (mai 2015).
Si vous disposez d'ouvrages ou d'articles de référence ou si vous connaissez des sites web de qualité traitant du thème abordé ici, merci de compléter l'article en donnant les références utiles à sa vérifiabilité et en les liant à la section « Notes et références ».

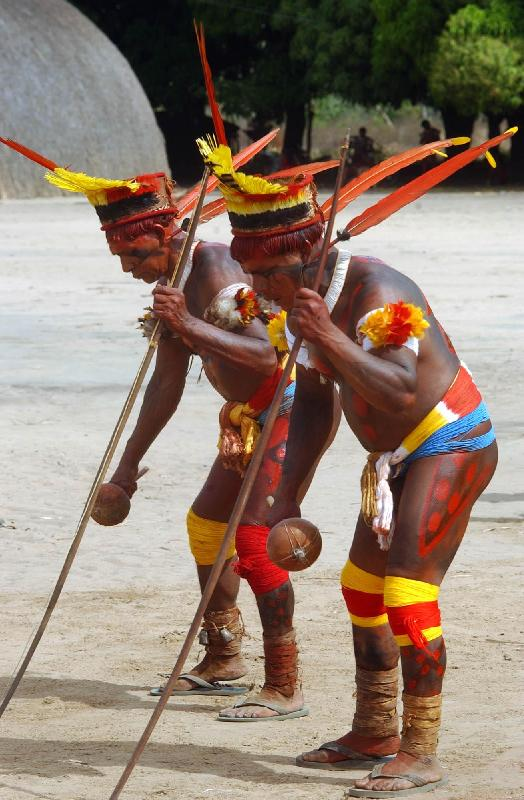
Danseurs lors de la fête du Kuarup

Les Kamayurás, Kamaiurá ou Camaiurá sont un peuple sud-amérindien qui vit dans le Parc indigène du Xingu dans l'État du Mato Grosso au Brésil, près des fleuves Culuene et Kuliseu,. Leur nom provient, via le portugais, d'un plateau pour conserver la viande. Ils parlent le kamayurá, une langue de la famille tupi-guarani, et font partie du complexe culturel du Haut-Xingu.
Décimés par une épidémie de rougeole, ils n'étaient plus que 94 en 1954. En 2014, 604 individus ont été dénombrés.